# Octan winylu
Octan winylu – organiczny związek chemiczny, ester kwasu octowego i alkoholu winylowego.

## Właściwości
- charakterystyczny aromatyczny zapach kojarzący się z bananami
- słodkawy smak. Jest przezroczystą, bezbarwną lotną cieczą
- trudno rozpuszczalny w wodzie
- dobrze rozpuszczalny w alkoholu i eterze

## Wpływ na zdrowie
- działa drażniąco na skórę, powoduje łzawienie.
- czynnik rakotwórczy klasy 2B według IARC („prawdopodobnie rakotwórczy dla ludzi”)

## Zastosowanie
- półprodukt do produkcji polioctanu winylu.
- otrzymywanie tworzyw sztucznych i farb
- szerokie zastosowanie w syntezach organicznych
- składnik lakierów, klejów.
- składnik kopolimerów powszechnego stosowania technicznego.

## Wytwarzanie
Octan winylu jest wytwarzany na skalę przemysłową w reakcji acetylenu z kwasem octowym w obecności katalizatora (tlenku rtęci(II), HgO), bądź też poprzez reakcję bezwodnika octowego z aldehydem octowym.